# Melide TI
| TI ist das Kürzel für den Kanton Tessin in der Schweiz. Es wird verwendet, um Verwechslungen mit anderen Einträgen des Namens Melide zu vermeiden. |

Melide ist eine politische Gemeinde im Schweizer Kanton Tessin. Sie gehört zum Kreis Paradiso und zum Bezirk Lugano.

## Geographie

Melide. Historisches Luftbild von Werner Friedli (1963)

Der Ort liegt am Luganersee, unterhalb des Monte San Salvatore auf der westlichen Seite des Damms von Melide, der die Seeenge zwischen Melide und Bissone überbrückt. 
Die Nachbargemeinden sind im Norden Lugano, im Osten die italienische Exklave und Gemeinde Campione d’Italia und Bissone, im Süden Vico Morcote und im Westen Lugano.

## Geschichte
Das Dorf wird erstmals 852 erwähnt; 1482 bestand dort ein Zollposten. In der 1. Hälfte des 15. Jahrhunderts musste das Dorf dem Herzog von Mailand 5 Soldaten stellen. 1555 verlieh die Tagsatzung Melide, Bissone und Morcote das Monopol für die Fischlieferung nach Lugano. 1818 wurde nach dem Bau der Kantonsstrasse unter der Aufsicht von Melide und Bissone über den See ein Transportverkehr für Fuhrwerke eingerichtet, der bis zur Eröffnung der 817 m langen Brücke von Melide (1847) in Betrieb war. Der damals eingeführte Brückenzoll wurde 1853 für 12'770 Schweizer Franken zurückgekauft. Im Jahr 1863 wurde das Gemeindegebiet durch einen Teil der Sankt Martins Spitze erweitert, infolge einer Grenzberichtigung mit Italien.
1498 wird ein Spital mit einer Heiliggeist-Kirche erwähnt, das dem Spital Santo Spirito in Sassia (Rom) unterstellt war. Beide wurden 1911 abgetragen, nachdem ihnen für lange Zeit ihre ursprüngliche Bestimmung entzogen worden war. Kirchlich gehörte Melide zuerst zu Lugano, dann zu Carona. 1525 wurde es zur eigenen Pfarrei erhoben, und 1636 kaufte es sich von seiner Verpflichtung am Unterhalt der Sankt Lorenzokirche von Lugano los.

## Bevölkerung
Einwohnerzahlen: Volkszählungsdaten

## Infrastruktur
- Corpo Pompieri Melide[7][8]

## Sehenswürdigkeiten
- Pfarrkirche Santi Quirico und Giulitta[9]
- Swissminiatur, ein Freilichtmuseum, das eine miniaturisierte Schweiz präsentiert[10]
- Seedamm des Ingenieurs Pasquale Lucchini[9]
- Durch die Berichterstattung in den Medien bekannt war die Villa Branca – ein 1912 errichtetes repräsentatives Weingut am Ufer. Es musste einem Neubau weichen[9][11]
- ehemalige Ziegeleien[9]
- Schalenstein an der Grenze der ehemaligen Gemeinde Carona TI[9][12]

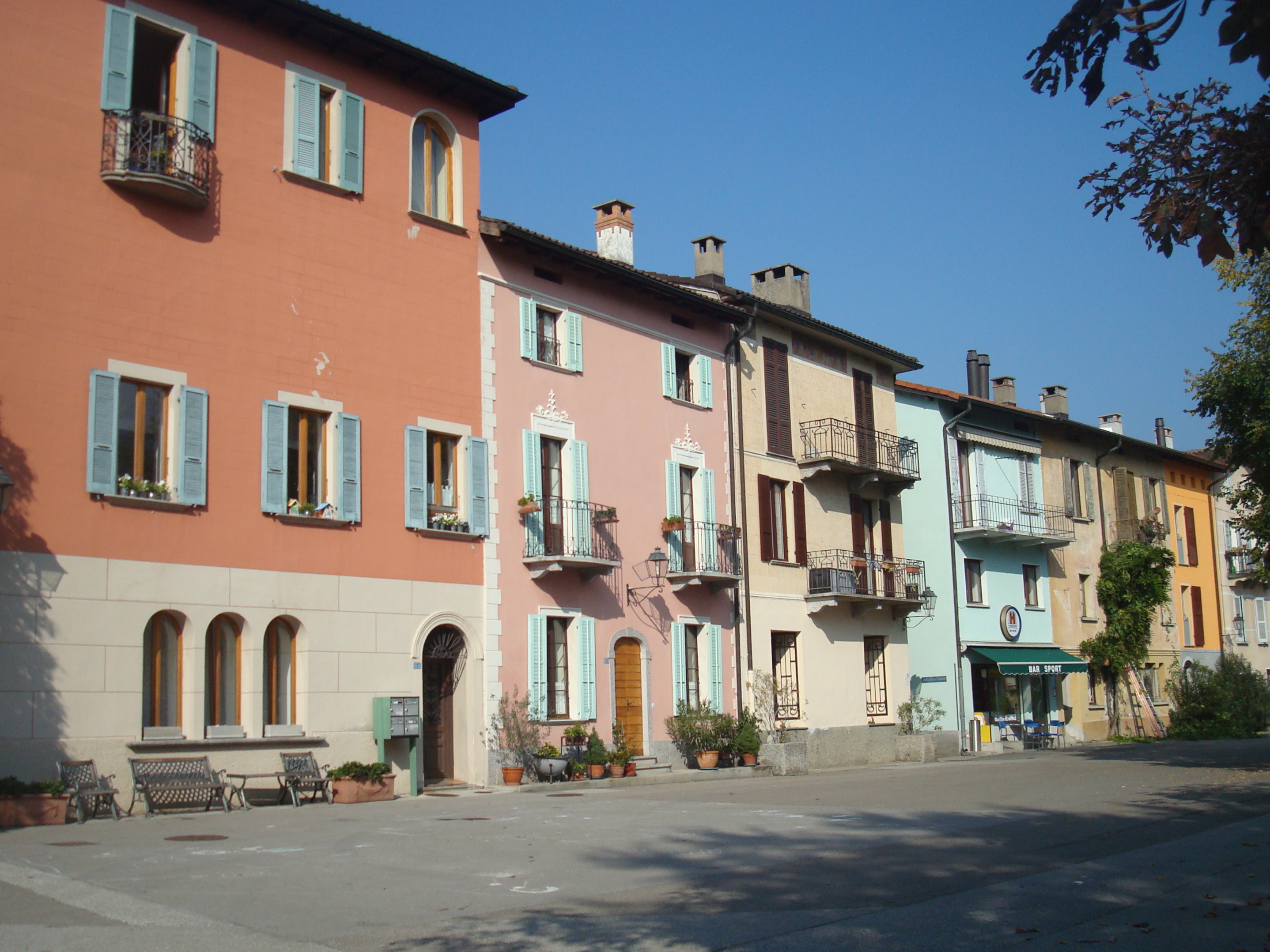
Melide (2012)
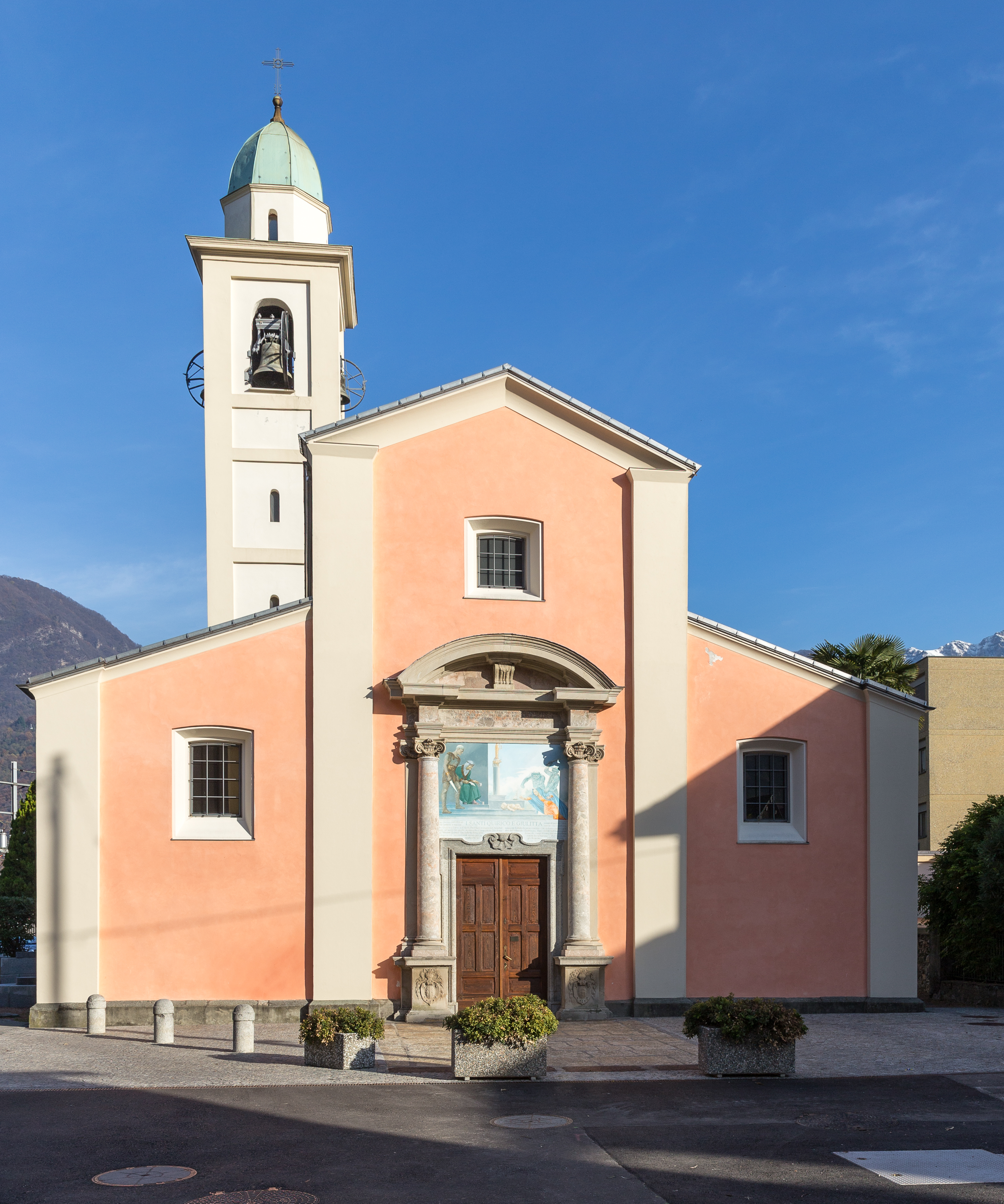
Pfarrkirche Santi Quirico e Giulitta
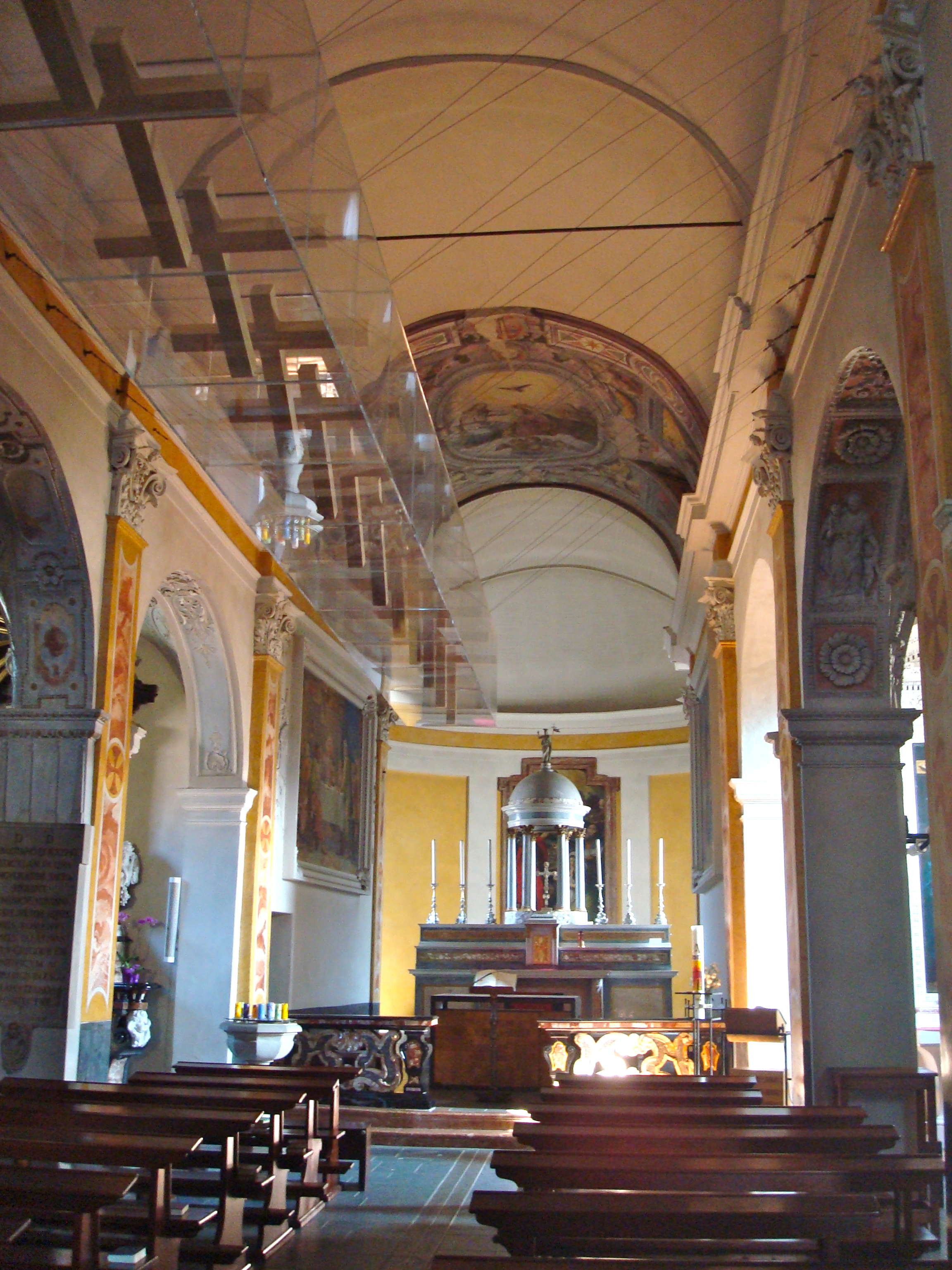
Kirche Santi Quirico und Giulitta, Innenansicht
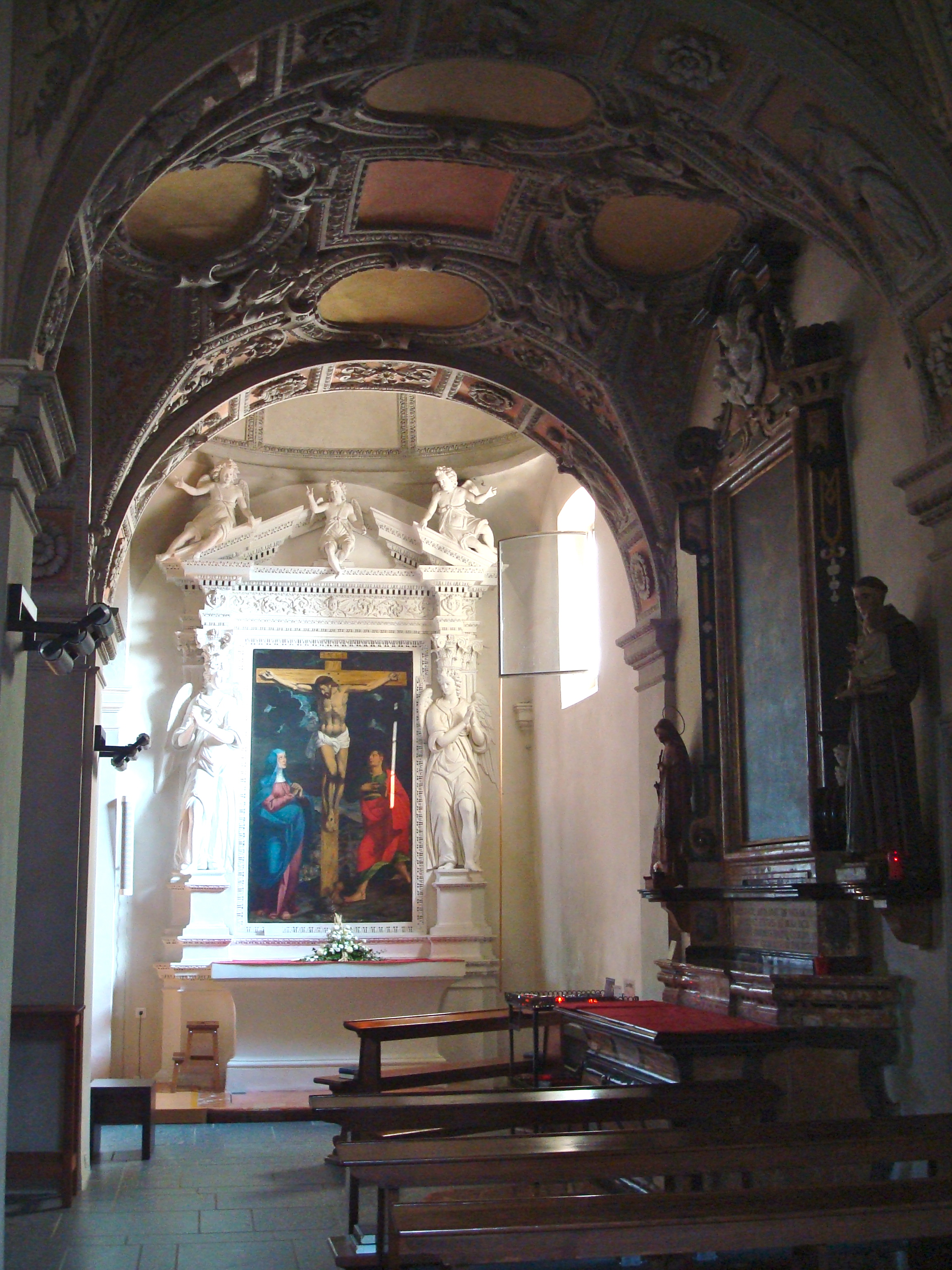
Gemälde der Kreuzigung

## Kultur
- Associazione Artistica Kalòs[13]

## Sport
- Football Club Melide[14]